# Цурская, Полина Игоревна
Поли́на И́горевна Цу́рская (род. 11 июля 2001, Омск) — российская фигуристка и тренер, бронзовый призёр этапа Гран-при NHK Trophy (2017) и победительница Кубка России (2017).
Полина выделялась мощными прыжками, которые исполняла на высокой скорости. Считалась одной из самых перспективных фигуристок своего поколения. На юниорском уровне стала олимпийской чемпионкой (2016), чемпионкой России (2016), а также выиграла Финал Гран-при (2015).
В 2019 году из-за проблем со здоровьем завершила соревновательную карьеру и начала работать в качестве тренера.

## Карьера

#### Ранние годы
Полина родилась и начала заниматься фигурным катанием в Омске. Младшая из четырёх детей в семье, она была активным ребёнком: лазила на деревья, убегала от родителей. Чтобы обезопасить дочь, Наталия и Игорь Цурские отвели её на каток, который располагался недалеко от дома. Больше всего маленькой Полине нравилось выполнять прыжки.
Когда она пошла в первый класс школы, из-за перспектив в спорте ей пришлось совмещать учёбу и ледовые тренировки. Цурская занималась в СДЮСШОР № 35, где её наставником была Татьяна Одинокова. В 2012 году омская фигуристка на Первенстве России в соревнованиях девочек младшего возраста заняла восьмое место среди двадцати пяти участниц, выходивших на старт. В следующем сезоне, устав от спорта и имея разногласия с тренером, хотела завершить карьеру. Тогда родители обратились за советом к представителю Федерации Александру Когану, который курировал регионы Сибири и Дальнего Востока и наблюдал за Цурской на соответствующих зональных соревнованиях. Коган посоветовал продолжить кататься в другом городе — в Москве или в Санкт-Петербурге.
В 2013 году, на момент переезда из Омска, имела в арсенале двойной аксель, тройные сальхов, тулуп, риттбергер и лутц.

#### Сезоны 2013/2015
Полина и её родители решили выбрать для продолжения спортивной карьеры Москву. Там она прошла просмотр и присоединилась к команде Этери Тутберидзе, где занимались хорошо проявившие себя на юниорском уровне Полина Шелепень и Юлия Липницкая. В течение трёх первых месяцев в новой тренировочной группе Цурская выучила флип в три оборота.
В январе 2014 года приняла участие в Первенстве России среди юниоров. В коротком прокате она показала вторую оценку за технические элементы, но за счёт более низких баллов за компоненты программы, заняла промежуточное третье место. Во второй день соревнований не сумела удержать призовое место и опустилась на пятую итоговую строчку. Комментируя результаты Первенства, генеральный директор Федерации фигурного катания Валентин Писеев назвал Цурскую настоящим открытием турнира, отметив её способность к выполнению прыжков:

Я помню, мы с Александром Горшковым приехали на просмотр программы Юлии Липницкой и увидели в группе Этери Тутберидзе эту девочку. Она исполняла каскад из тройного лутца, тройного тулупа и еще какой-то элемент добавляла – такой у нее запас! На первенстве она также исполняла каскад из трех тройных прыжков, правда, третий не докрутила и сделала двойной. Но она – действительно открытие этого первенства.

В следующем году на Первенстве снова была третьей после короткой программы. Во время исполнения произвольной программы допустила падение и заняла четвёртое место в соревнованиях юниорок. Произвольная программа была поставлена под композицию из мюзикла «Шахматы». Эту постановку Цурская спустя несколько лет назвала одной из двух самых любимых в карьере.
8 июня 2015 года ей было присвоено звание Мастер спорта России. Несмотря на успехи на внутренних российских турнирах, до начала сезона 2015/2016 не могла соревноваться на международном уровне, поскольку не соответствовала необходимому возрасту, согласно правилам Международного союза конькобежцев.

#### 2015/2016: сезон побед
Через два месяца после присвоения звания Мастер спорта Полина отправилась на этап юниорской серии Гран-при. На льду Арены имени Ондрея Непелы она завоевала золото, выиграв оба сегмента. Сумела повторить этот результат на втором для себя этапе, проходившем в Польше. Благодаря двум победам на этапах Гран-при она квалифицировалась в финальный турнир серии, где выступили три россиянки и три японки. Цурская занимала промежуточное первое место и сумела сохранить лидерство после исполнения произвольного проката, который она второй сезон подряд катала под музыку из «Шахмат».
Полина и её тренерский штаб активно использовали правило, по которому прыжки во второй половине программы оцениваются на десять процентов дороже. Так, два из трёх прыжковых элемента в короткой и шесть из семи в произвольной программе стояли во второй части выступлений.
В январе 2016 года она стала чемпионкой России среди юниоров, тем самым отобралась на зимние юношеские Олимпийские игры, а также чемпионат мира среди юниоров. На юношеской Олимпиаде продолжила победные выступления. При этом в короткой программе заняла лишь четвёртое место, но, обеспечив отрыв от соперниц во второй день Олимпиады, стала триумфатором турнира.
Затем должна была выступить на юниорском чемпионате мира в Дебрецене, к которому, по мнению экспертов, подходила в ранге фаворита. За пять дней до вылета на чемпионат, во время тренировки в зале, неудачно приземлилась с прыжка и подвернула ногу. Ей сразу сделали снимок, показавший надрыв связок. Учитывая победную серию в течение сезона и хорошую физическую форму, фигуристка решила выступить на турнире, катаясь через боль. Уже на чемпионате, в день короткой программы, дважды упала на официальной тренировке, после чего не смогла наступать на ногу. Федерация сняла фигуристку с соревнований.

#### 2016/2017: травмы
Вследствие травмы, полученной на турнире в Венгрии, Полина не тренировалась на протяжении трёх месяцев. Включилась в тренировочный процесс на предсезонных сборах в Новогорске, где снова получила повреждение, пропустив ещё две недели подготовки. После возвращения на лёд тренеры не позволяли ей прыгать, фигуристка занималась скольжением. Далее она восстановила прыжки и определилась с музыкой для новой короткой программы. По предложению хореографа Даниила Глейхенгауза была выбрана композиция «Light of the Seven» Рамина Джавади из сериала «Игра престолов». Впоследствии Полина назвала эту постановку одной из двух самых любимых в карьере.
В сентябре 2016 года фигуристка выиграла два этапа юниорского Гран-при, обеспечив себе место в шестёрке финалисток серии. Но в следующем месяце Полине в Германии прооперировали правое колено, которое болело длительное время. Мать — Наталия Цурская, врач по профессии, сообщила, что её дочь беспокоила болезнь Кёнига. Из-за периода восстановления Полина снялась с финала Гран-при.
К чемпионату России среди юниоров 2017 года Полина восстановилась и заняла третье место, опередив ближайшую соперницу Александру Трусову, которая также занималась в группе Этери Тутберидзе, на пять с половиной баллов. Как бронзовый призёр чемпионата страны Цурская была включена в состав сборной на чемпионат мира, где, допустив ошибки в обоих прокатах, стала десятой. После турнира стало известно, что она выступала с травмой — грыжей поясничного отдела.
За неделю до юниорского чемпионата мира получила звание Мастер спорта России международного класса.

#### 2017/2018: взрослый дебют
В конце сезона 2016/2017 фигуристка решила, что в новом сезоне перейдёт на взрослый уровень. Подготовке снова мешали травмы, по этой причине фигуристка хотела завершить карьеру. Постепенно она восстановила прыжки, вошла в ритм и продолжила кататься. В лечении и обследовании помогал Александр Коган, способствовавший переезду Полины из Омска в Москву, а позже ставший генеральным директором Федерации.
Цурская получила распределение на два турнира Гран-при. Дебютировала на этапах взрослой серии и на первом же соревновании стала бронзовым призером, уступив лишь Евгении Медведевой и Каролине Костнер. Сама Полина охарактеризовала выступление, установив личный рекорд в короткой и произвольной программах, а также по сумме баллов, как большой успех.

«Чемпионат»: Дебютантка Гран-при россиянка Полина Цурская в Осаке показала великолепное катание. Ни одной ошибки, ни одного даже малейшего срыва. Потрясающая прыжковая техника, одна из лучших в мире.

На втором этапе финишировала четвёртой и вошла в число запасных на финал Гран-при. В декабре 2017 года на взрослом чемпионате России расположилась на пятой позиции, занимая после короткой программы третью строчку. Не попав в состав сборной на главные старты, в том числе Олимпийские игры, досрочно завершила сезон.

#### Смена тренеров
В мае 2018 года шестнадцатилетняя Цурская покинула группу Этери Тутберидзе из-за накопившихся травм и психологического напряжения. Новым наставником стала Елена Буянова, у которой тренировалась подруга Полины — Мария Сотскова.
Одной из причин перехода Полина назвала индивидуальный подход, практикующийся у Буяновой, сравнив его с постоянным соперничеством с одногруппниками в команде Тутберидзе:
В ЦСКА тренеры стараются разделить всех спортсменов таким образом, чтобы иметь возможность работать с каждым индивидуально. Отдельно отрабатывать прыжки, скольжение, отдельно — хореографическую часть катания. Работа на соперничестве [у Тутберидзе], честно говоря, мне не слишком нравилась. Мне это не очень подходит.Полина Цурская
Перед стартом сезона работала с Татьяной Тарасовой над постановкой программ. На соревнованиях Полина не могла показать прежний уровень катания, на чемпионате России показала четырнадцатый результат.
Ровно через год после перехода к Елене Буяновой, в мае 2019 года, объявила о завершении соревновательной карьеры.

#### Учёба и тренерство
После завершения карьеры фигуристки Полина планировала пойти учиться и работать в сферу, не связанную со спортом, но позже начала давать частные уроки фигурного катания. Летом 2019 года отправилась на сборы в качестве тренера. В августе 2020 года присоединилась к команде своего бывшего наставника Этери Тутберидзе.
Любимым школьным предметом Полины была математика. По окончании школы поступила на факультет мировой экономики на очное обучение, но после начала тренерской работы перевелась на очно-заочную форму.

## Техника
Цурская считалась одной из самых талантливых фигуристок пхёнчханского олимпийского цикла. Имела высокий, по меркам фигурного катания, рост — более 170 см.  Специалисты отмечали её мощные и пролётные прыжки, на которые она заходила со сложных шагов или на высокой скорости. С детства в фигурном катании ей больше всего нравились прыжковые элементы. В 2013 году, отправившись из Омска в Москву, Полина уже владела всеми прыжками в три оборота, кроме флипа и акселя. После переезда в Москву к тренеру Тутберидзе был освоен тройной флип. Фигуристка тренировала тройной аксель, выполняла его на полу, а также на льду с использованием удочки, но из-за травм дальнейшее изучение элемента было отложено.

## Достижения
Персональный рекорд Полины по системе оценивания элементов от −3 до +3 составлял 210,19 баллов. Результат был достигнут на Гран-при Японии 2017 и стал одиннадцатым лучшим показателем сезона в женском одиночном катании.
Перед началом сезона 2018/2019 Международный союз конькобежцев провёл судейскую реформу, по итогам которой шкала за качество исполнения элементов была расширена (от −5 до +5), и все оценки, полученные спортсменами до августа 2018 года, были обнулены и признанны историческими. По обновлённой системе оценивания лучшую сумму за две программы фигуристка показала на Skate America 2018 года, где набрала 159,45 баллов.
В 2015 году, в дебютном сезоне на международном уровне, Полина выиграла юниорский финал Гран-при и установила рекорд юниорских соревнований по оценке в произвольной программе и по сумме баллов.

## Программы
| Сезон     | Короткая программа                                                 | Произвольная программа |
| --------- | ------------------------------------------------------------------ | --- |
| 2018–2019 | - «And the Waltz Goes On» Энтони Хопкинс в исполнении Андре Рьё    | - «Leningrad» Уильям Джозеф - «Prodigy» Котаро Накагава - «Live Or Die» X-Ray Dog                                                                                 |
| 2017–2018 | - «Light of the Seven» (из сериала «Игра престолов») Рамин Джавади | - «Ноктюрн фа минор op.55 №1» Фридерик Шопен в аранжировке Чэда Лоусона - «Stillness of the Mind» Абель Коженёвский - «Song for the Little Sparrow» Патрисия Каас |
| 2016–2017 | - «Light of the Seven» (из сериала «Игра престолов») Рамин Джавади | - «Февраль» Леонид Левашкевич |
| 2015–2016 | - «Адажио Альбинони» Ремо Джадзотто в исполнении Икуко Каваи       | - «Шахматы» Бенни Андерссон, Бьорн Ульвеус |

## Результаты
| Соревнование                       | 13/14         | 14/15         | 15/16         | 16/17         | 17/18         | 18/19         |
| Международные                      | Международные | Международные | Международные | Международные | Международные | Международные |
| ---------------------------------- | ------------- | ------------- | ------------- | ------------- | ------------- | ------------- |
| Этап Гран-при: NHK Trophy          |               |               |               |               | 3             |               |
| Этап Гран-при: Rostelecom Cup      |               |               |               |               |               | 8             |
| Этап Гран-при: Skate America       |               |               |               |               | 4             | 7             |
| Челленджер. Мемориал Непелы        |               |               |               |               |               | 4             |
| Международные среди юниоров        |               |               |               |               |               |               |
| Чемпионат мира среди юниоров       |               |               | WD            | 10            |               |               |
| Юношеские Олимпийские игры         |               |               | 1             |               |               |               |
| Финал юниорского Гран-при          |               |               | 1             | WD            |               |               |
| Этап юниорского Гран-при: Эстония  |               |               |               | 1             |               |               |
| Этап юниорского Гран-при: Польша   |               |               | 1             |               |               |               |
| Этап юниорского Гран-при: Россия   |               |               |               | 1             |               |               |
| Этап юниорского Гран-при: Словакия |               |               | 1             |               |               |               |
| Национальные                       |               |               |               |               |               |               |
| Чемпионат России                   |               |               | 4             | WD            | 5             | 14            |
| Финал Кубка России                 |               |               |               | 1             | 6             |               |
| Первенство России среди юниоров    | 5             | 4             | 1             | 3             |               |               |